# سو هايمان
سوزان ماري هايمان، البارونة هايمان من أولوك من مواليد 28 جولية 1962وهي سياسية بريطانية التي شغلت منصب وزيرة الدولة لشؤون البيئة والغذاء والشؤون الريفية من عام 2017 إلى عام 2019.
وهي عضو في حزب العمل ، وكانت عضوًا في البرلمان عن منطقة وركينجتون من عام 2015 إلى عام 2019 وقد تم تعيينها في مجلس اللوردات في عام 2020.
اشتغلت في منصب سوط المعارضة من عام 2015 إلى عام 2016 وايضا وزيرة الظل للفيضانات والمجتمعات الساحلية من عام 2016 إلى عام 2017.
و كانت متحدثة باسم الظل لشؤون البيئة والغذاء والشؤون الريفية واشتغلت سوطًا للمعارضة منذ عام 2020، وكذلك متحدثة باسم الظل لشؤون التسوية والإسكان والمجتمعات منذ عام 2021.